# Raionul Camenița, Hmelnîțkîi
Camenița (în ucraineană Кам'янець-Подільський район, transliterat: Kam'eaneț-Podilskîi raion) este un raion în regiunea Hmelnîțkîi, Ucraina. Are reședința la Camenița.
Are o suprafață de 4.521,2 km². Populația este de 291.100 locuitori, determinată în 2020.